# 4-ammino-N,N-dimetilanilina
Il composto chimico 4-ammino-N,N-dimetilanilina (comunemente abbreviata con la sigla 4-ADMA, dal nome inglese 4-amino-N,N-dimethylaniline), chiamata anche dimetil-p-fenilenediamina o dimetilfenilendiamina, è una diammina aromatica. 
La 4-ADMA è instabile e si degrada rapidamente soprattutto in presenza di luce anche con deboli agenti ossidanti come l'ossigeno dell'aria. Per questo motivo viene sintetizzata e conservata generalmente come sale: dicloridrato, solfato o ossalato.

## Proprietà
La dimetil-p-fenilendiamina dà vita, come altri derivati della p-fenilendiamina, ad un  semichinone radicale cationico colorato e stabile, per perdita di un elettrone (rosso Wurster).
Attraverso la perdita successiva di un elettrone ed un protone si forma un catione chinondiimina..
La base libera è molto reattiva verso l'ossidazione da parte dell'ossigeno dell'aria, formando grandi aggregati sopramolecolari di colore marrone scuro-nero. I sali sono meno sensibili all'ossidazione.

## Usi
La dimetilfenilendiamina trova impiego come indicatore nelle reazioni di ossidoriduzione, nelle reazioni di saggi di riconoscimento, così come da prodotto intermedio per pigmenti.

### Fotografia
Questo composto come tutti i similari appartenenti più genericamente alle p-amminodialchilaniline, sono importanti intermedi e reattivi dell'industria dei coloranti e della fotografia. Buona parte dello sviluppo del processo fotografico si fonda sulle reazioni di accoppiamento ossidativo del 4-ADMA e derivati, responsabili della formazione dei colori fotografici come magenta, giallo e blu. I colori, nei processi fotografici quali Kodachrome, Ektachrome, Agfacolor, Ansco Color, ..., si formano dalla condensazione ossidativa di composti contenenti gruppi metilenici e metinici (accoppiatori) con agenti sviluppanti fotografici quali ad esempio le p-amminodialchilaniline.
sale di argento esposto alla luce + agente sviluppante → sviluppatore ossidato + accoppiatore → colore

### Biochimica
Il 4-ADMA e alcuni suoi derivati possono essere impiegati nella determinazione dell'attività di alcuni enzimi  e per l'analisi dello zolfo nelle proteine e come reagenti nelle metodologie per la determinazione dell'attività antiossidante negli estratti dei campioni biologici.
Metodo DMPD: la 4-ammino-N,N-dimetilanilina (DMPD dall'inglese dimethyl-para-phenylenediamine) non mostra possedere alcun picco di assorbimento nel campo del visibile mentre assume una intensa colorazione rossa in ambiente acido ed in presenza di un opportuno agente ossidante. Il catione radicalico DMPD°+ è fortemente colorato in rosso carminio, con un caratteristico picco di assorbimento massimo al valore di 505 nm ed un corrispondente coefficiente di estinzione molare di 8,53 in tampone acetato a pH 5,25. 
La variazione del rapporto quantitativo 
delle specie chimiche presenti all'equilibrio DMPD+/DMPD°+ può essere utilizzato per valutare l'attività antiossidante. La presenza di antiossidanti modifica il rapporto a favore della specie incolore (DMPD+) per la loro capacità di funzionare da molecole «trapping» degli elettroni liberati dal catione radicalico DMPD°+ che si trasforma nella specie cationica DMPD+. 
In tal caso l'equilibrio della reazione catione/catione radicalico si sposta ad arricchire l'equilibrio nella forma cationica «decolorata» proporzionalmente all'attività antiossidante del campione testato:
DMPD°+ + antiossidante → DMPD+ + antiossidante

### Analitica
Nell'analisi e determinazione dei perossidi e del cloro nelle acque sia allo stato libero che allo stato gassoso.

### Industriali
Intermedio di sintesi per la produzione di coloranti. Inibitore di corrosione nell'industria dei polimeri.

## Sintesi
Il composto fu sintetizzato per la prima volta da Erdmann nel 1894 attraverso la riduzione della 4-nitroso-N,N-dimetianilina (4-NDMA) a temperatura ambiente in acido cloridrico in presenza di metalli riducenti quali zinco, ferro o stagno. 
Può essere prodotta mediante la riduzione catalitica della p-nitrodimetilanilina.